# Leopold (uitgeverij)
Uitgeverij Leopold is in 1923 opgericht door R.I. Leopold, de toenmalige eigenaar van het weekblad Haagse Post. Leopold is gevestigd in Amsterdam en is een dochtermaatschappij van WPG Uitgevers, waartoe ook de jeugdboekenuitgeverijen Uitgeverij Ploegsma, Uitgeverij Condor en Uitgeverij Zwijsen behoren.

## Geschiedenis
De eerste uitgave van Leopold was Oostwaarts van Louis Couperus. Het eerste kinderboek dat Leopold uitbracht, De scheepsjongens van Bontekoe van Johan Fabricius, verscheen in 1924 en is een echte klassieker geworden, evenals De brief voor de koning van Tonke Dragt, dat in 2004 de Griffel der Griffels won. De firma is ook uitgever van de boeken over Kikker, Muis en Dolfje Weerwolfje. 
Oprichter R.I. Leopold pleegde aan het begin van de Tweede Wereldoorlog op 42-jarige leeftijd zelfmoord. In april 1940 was hij nog gedagvaard door de Nederlandse justitie omdat zijn uitgeverij het boek Gesprekken met Hitler van Hermann Rauschning had gepubliceerd. Volgens justitie stond dat gelijk aan "belediging van een bevriend staatshoofd", en hij moest op 14 mei voor de rechtbank verschijnen.  Op 10 mei viel nazi-Duitsland Nederland echter binnen.
In de jaren vijftig spitste uitgeverij Leopold zich toe tot jeugd- en kinderboeken met schrijvers als Johan Fabricius, Miep Diekmann, Tonke Dragt en Burny Bos. Later kwamen daar Selma Noort, Ted van Lieshout en Max Velthuijs bij en tegenwoordig herbergt de stal zo’n honderdvijftig schrijvers en prentenboekenmakers, onder wie Paul van Loon, Harmen van Straaten, Jochem Myjer, Rindert Kromhout, Annemarie van Haeringen, Hans Kuyper en Lydia Rood.
In 1968 fuseerde uitgeverij Leopold met uitgeverij Nijgh & Van Ditmar. Laatstgenoemde uitgeverij werd zelf in 1986 overgenomen door de Weekbladpers, waardoor ook Leopold van dit uitgeefconcern deel ging uitmaken. In 1987 verhuisden Nijgh & Van Ditmar en Leopold van Den Haag naar Amsterdam, waar ze onderdeel werden van Uitgeverijen Singel 262, de groep literaire uitgeverijen van de Weekbladpers.